# 武三松
武三松（1935年—），男，山西平顺人，中华人民共和国政治人物，曾任山西煤炭工业管理局局长，山西省政协副主席。